# 소니 에릭슨 엑스페리아 아크
소니 에릭슨 엑스페리아 아크(Sony Ericsson XPERIA arc) 또는 소니 에릭슨 엑스페리아 X12(Sony Ericsson XPERIA X12) 또는 LT15i는 소니 에릭슨이 출시한 안드로이드 기반 스마트폰이다. 대한민국에서는 2011년 4월 15일 SK텔레콤을 통해 출시되었다.

## 사진

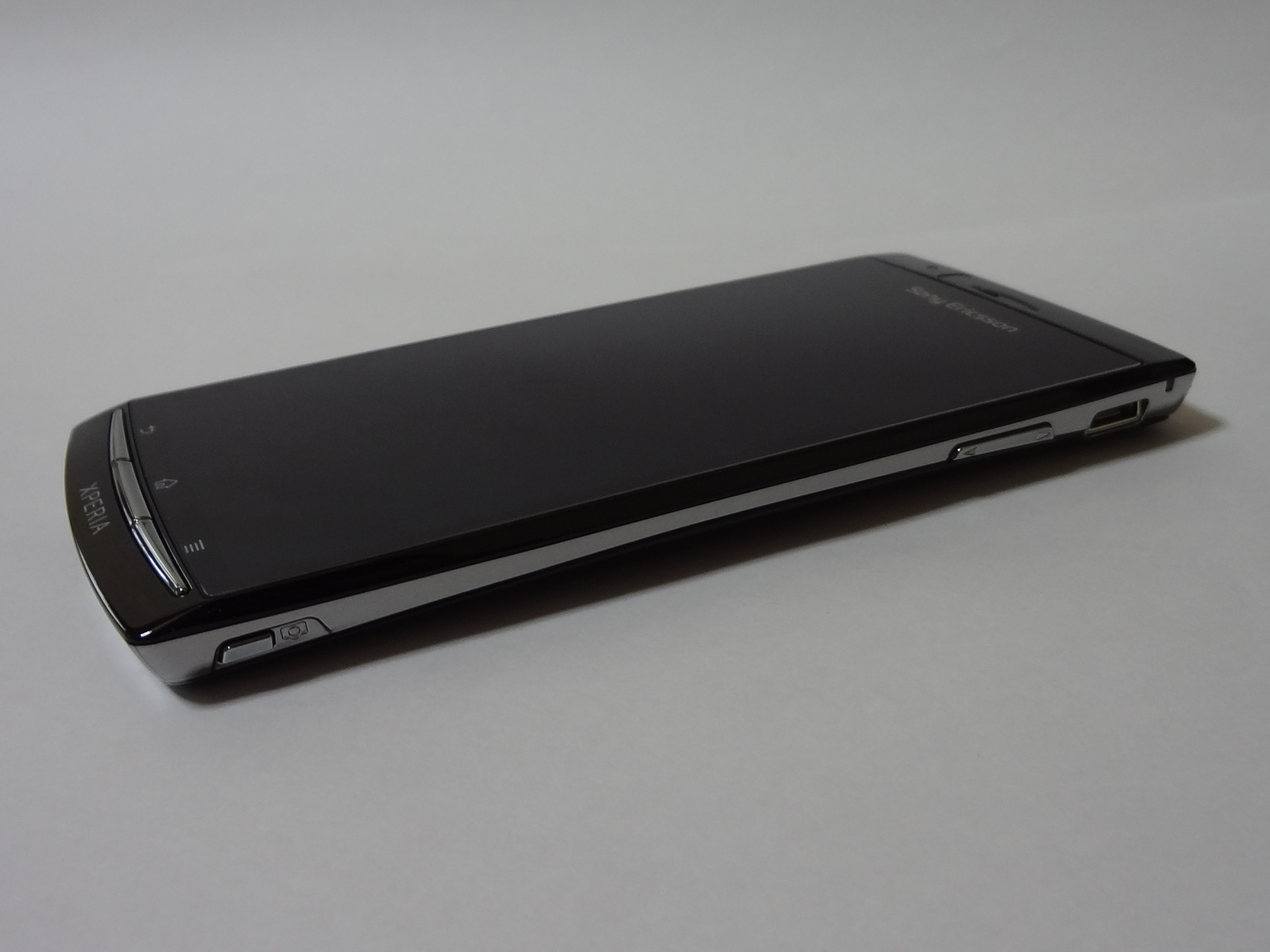
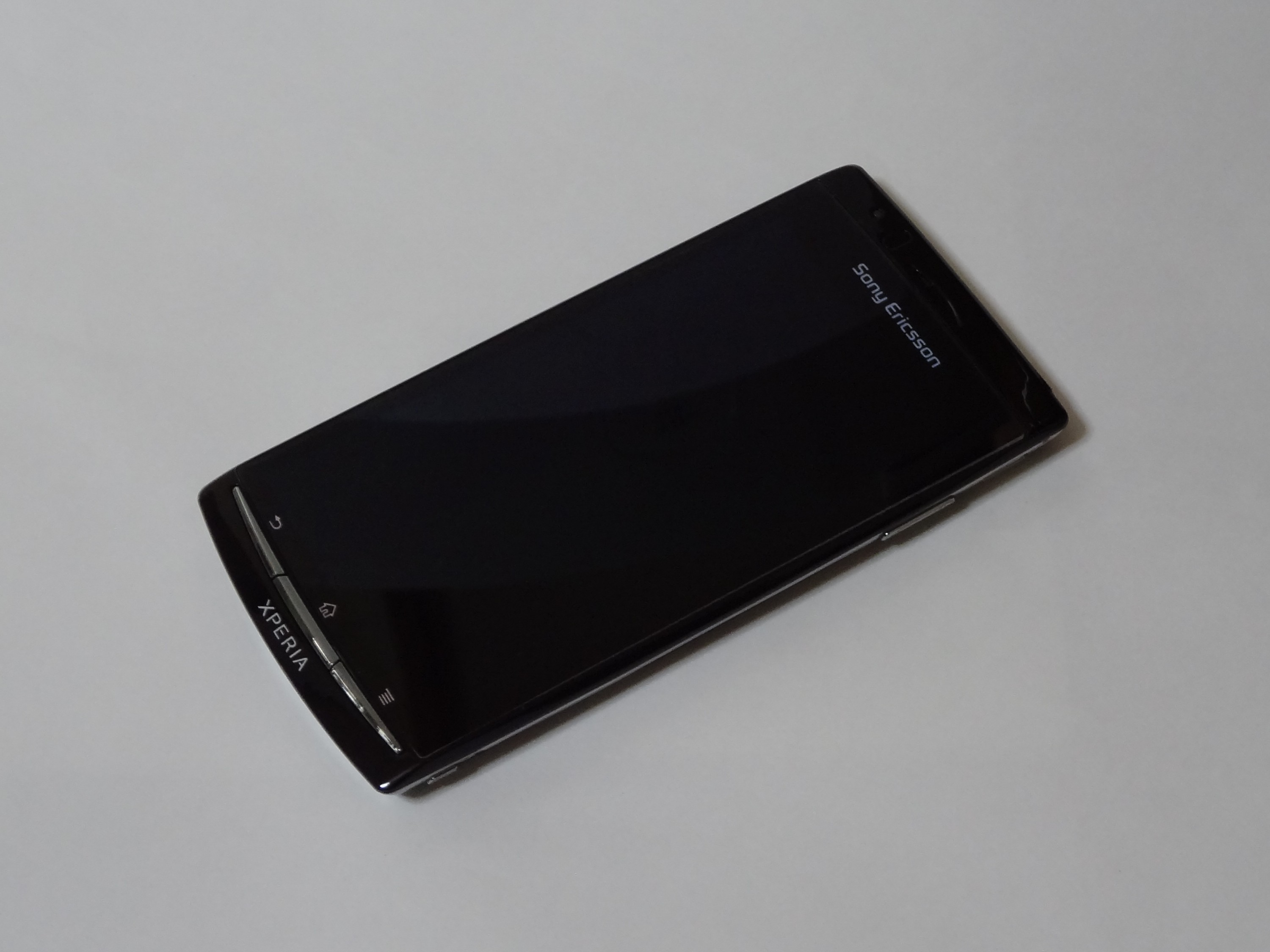
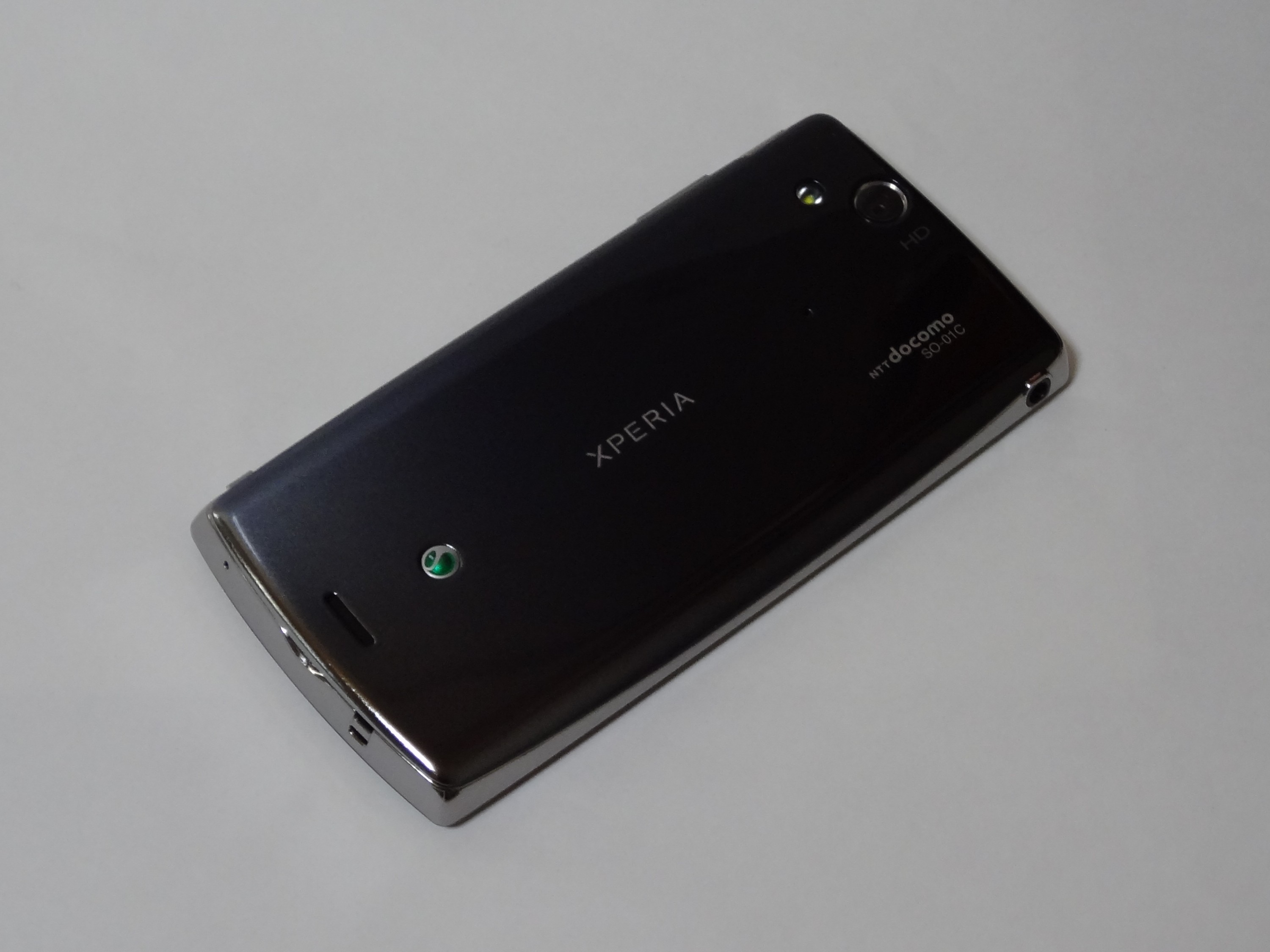

## 같이 보기
- 갤럭시 넥서스